# Volcano School

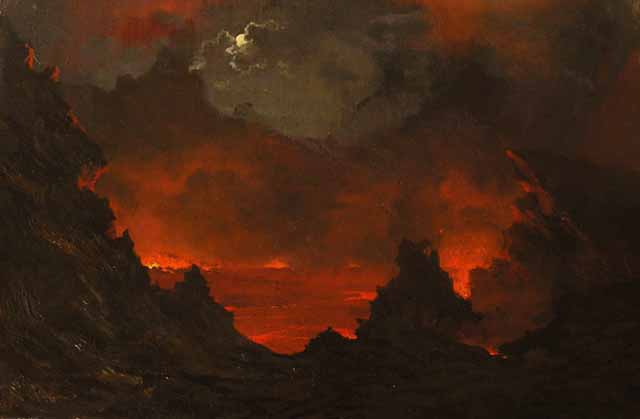
Peinture à huile sur canvas de Jules Tavernier Full Moon over Kilauea, 1887.

La Volcano School désigne un groupe d'artistes hawaïens non-autochtones qui peignirent des scènes nocturnes spectaculaires des volcans éruptifs d'Hawaï. certains de ces artistes produisirent aussi des aquarelles qui, par la nature du medium, tendaient à être diurnes. Deux volcans sur l'île d'Hawaï, le Kīlauea et le Mauna Loa, étaient actifs de manière intermittente durant les années 1880. Jules Tavernier (Français 1844-1889) a été l'artiste le plus éminent. Les autres artistes étaient Constance Fredericka Gordon Cumming (Écossaise 1837-1924), Charles Furneaux (Américain 1835-1913), David Howard Hitchcock (Américain 1861-1943), Ogura Yonesuke Itoh (Japonais 1870-1940), Ambrose McCarthy Patterson (Australien 1877-1966), Titian Ramsay Peale (Américain 1799-1885), Louis Pohl (Américain 1915-1999), William Twigg-Smith (Néo-Zélandais 1883-1950), Joseph Dwight Strong (Américain 1852-1899) et Lionel Walden (Américain 1861-1933). Une sélection de peintures de la Volcano School est souvent exposée à l’Honolulu Academy of Arts.
Le peintre américain Frederic Edwin Church, qui est plus célèbre que tous ceux cités ci-dessus, produisit des peintures similaires du volcan Cotopaxi en Équateur durant ses visites en 1953 et 1957, mais il ne s'était jamais rendu à Hawaï.

## Sources
- Forbes, David W., Encounters with Paradise: Views of Hawaii and its People, 1778-1941, Honolulu Academy of Arts, 1992, 173-199.
- Honolulu Academy of Arts, Mt. Kilauea, the House of the Everlasting Fire, Calendar News, Honolulu Academy of Arts, Mar. /Apr. 2005.
- Maier, Steven, Jules Tavernier: Hawaiʻi’s First Real Painter, Honolulu, novembre 1996, 80.
- Severson, Don R. Finding Paradise: Island Art in Private Collections, University of Hawaii Press, 2002.